# Lars Hannibal
Lars Hannibal (født 15. juli 1951 i Aarhus) er en dansk guitarist og lutspiller.
Han studerede guitar på konservatoriet i Aarhus fra han var 21, og blev undervist i lutspil i Haag i Holland fra 1977 til 1980. I 1992 blev han gift med blokfløjtespiller Michala Petri, og siden da har de spillet koncerter sammen. Parret har to døtre.
11. juli 2019 blev Lars gift med indretningsdesigner Annette Meyer.
Lars Hannibal er også direktør for sit eget pladeselskab, Our Recordings. Et stykke af Joan Albert Amargos på en af pladeselskabets cd'er, Movements, blev i 2008 nomineret til en amerikansk Grammy, men vandt den ikke.
Han og Michala Petri har sammen og hver for sig lavet cd'er med forskellige kinesiske kunstnere, og har på den måde bygget broer mellem Kinas og Europas musikkultur.